# Przemyśl

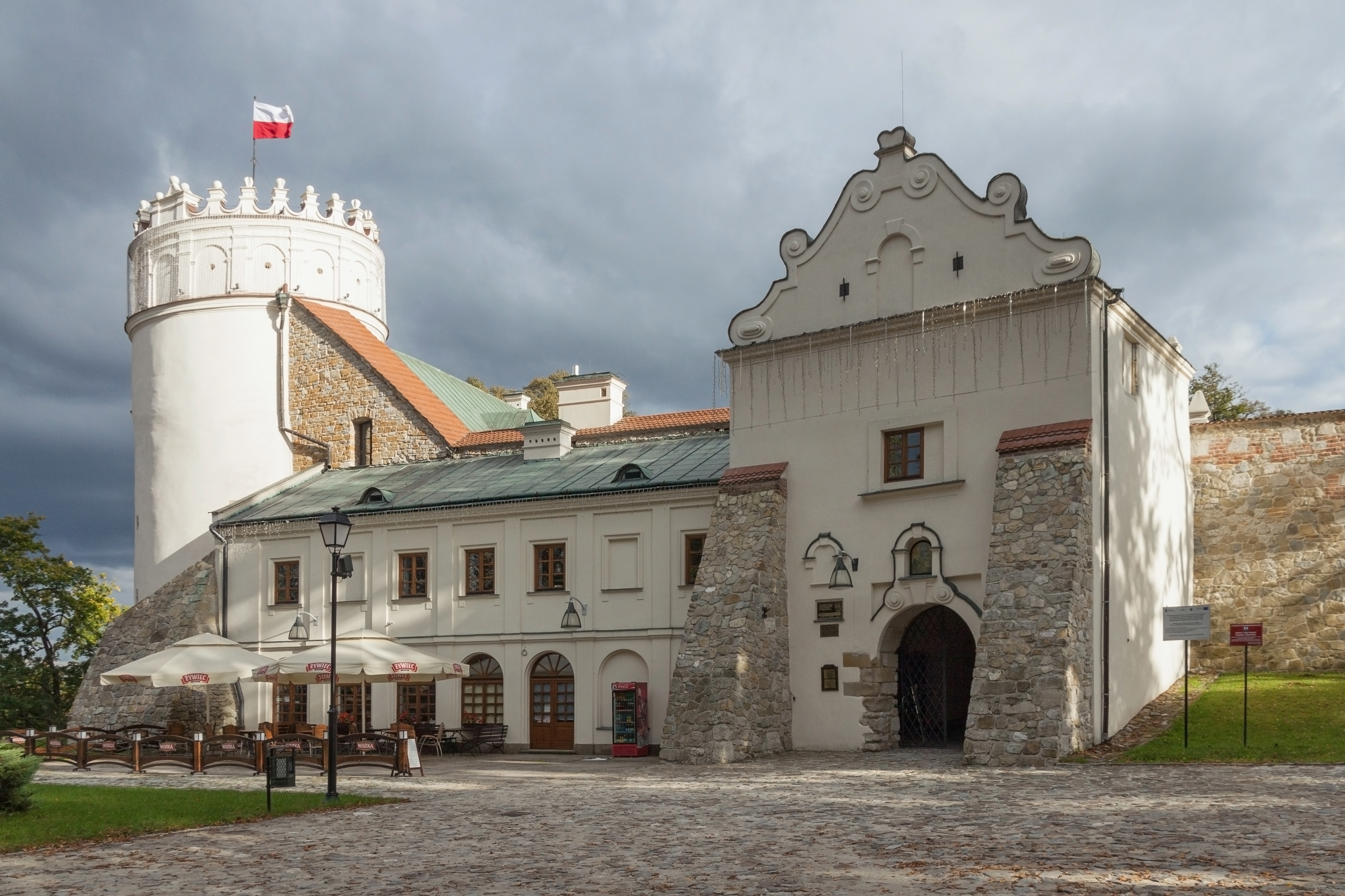
Castelo em Przemyśl

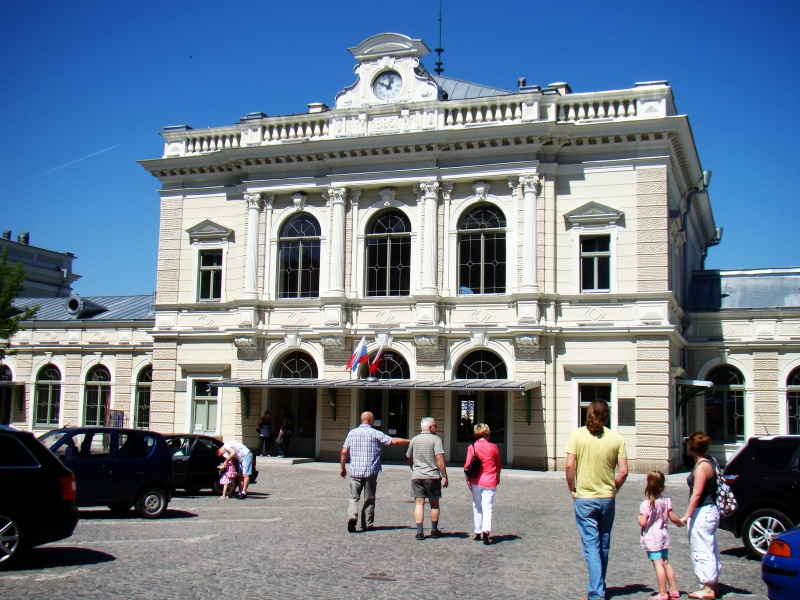
Estação Ferroviária

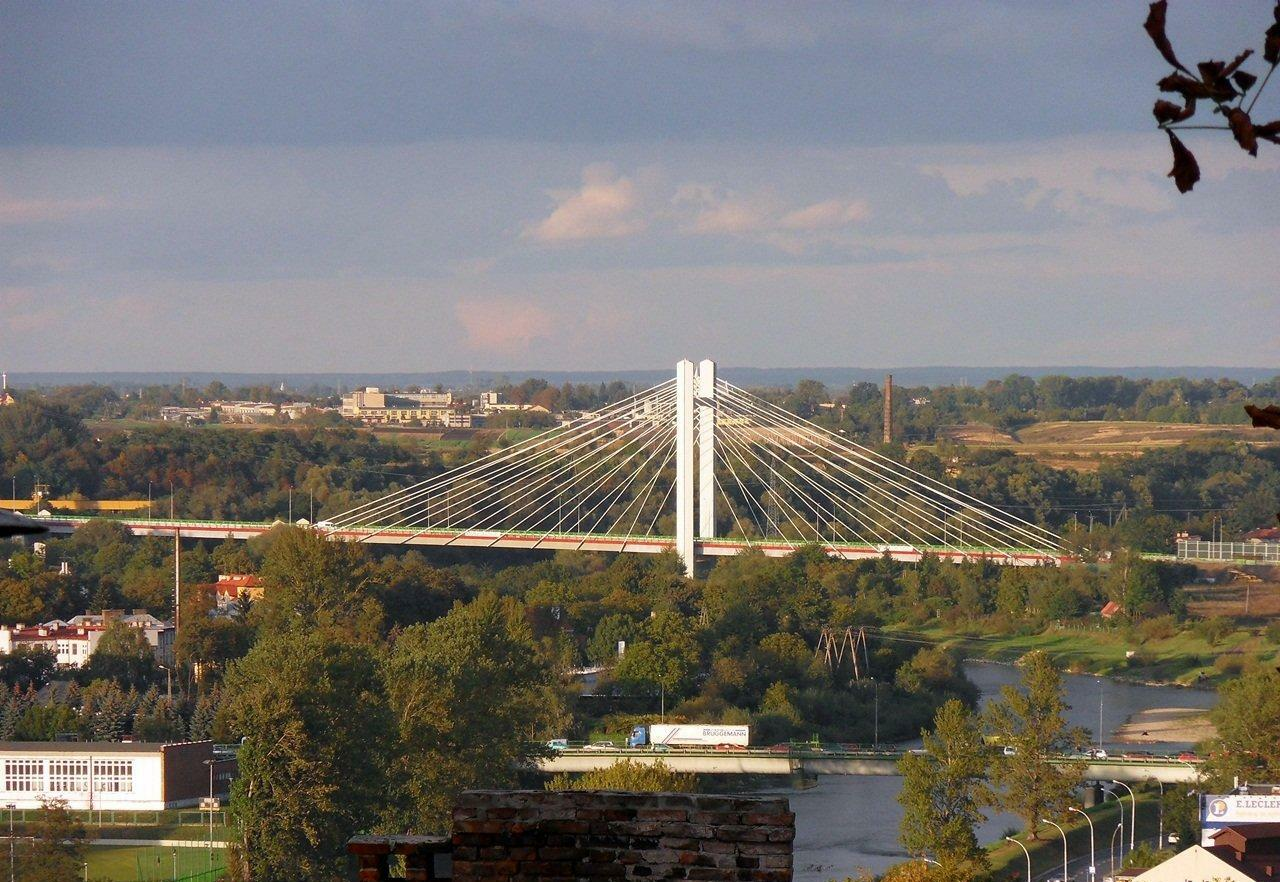
Ponte sobre o Rio San

Przemyśl é um município da Polônia, na voivodia da Subcarpácia. Estende-se por uma área de 46,17 km², com 60 999 habitantes, segundo os censos de 2019, com uma densidade de 1338,7 hab/km². É a mais antiga cidade da região Subcarpácia e uma das mais antigas cidades da Polónia situada na margem do rio San, a 14 quilómetros da fronteira com a Ucrânia. Przemyśl é chamada a “Porta de Bieszczady”, possui muitos monumentos tanto no interior da cidade como na sua vizinhança – o palácio em Krasiczyn, o jardim botânico em Bolestraszyce ou o santuário de Kalwaria Pacławska. Na cidade situam-se alguns museus, inclusive o mais antigo da região – o Museu Arquidiocesano (fundado em 1902) e o maior em Subcarpácia – o Museu Nacional da Terra de Przemyśl (fundado em 1910). Em Przemyśl encontra-se o maior número de edifícios antigos na voivodia de Subcarpácia,  e a nível nacional é igualmente um dos mais ricos em património.  É uma cidade multicultural onde vivem representantes de diversas nações (polacos, ucranianos, ciganos), crenças e ritos. Até à Segunda Guerra Mundial a cidade foi também habitada pelo povo judeu que, conforme o censo, em 1931 constituía 29,5 por cento da população e possuía 4 sinagogas.

## História
Em resultado de vários anos de trabalhos arqueológicos, na cave da catedral católica foram descobertos os contornos duma rotunda românica– da igreja de São Nicolau fundada por Boleslau II, o Generoso, entre 1069 e 1086. Porém, nas camadas arqueológicas mais profundas foram descobertos os contornos duma igreja mais antiga, proveniente do século X, que pode provar a adesão desta povoação ao país de Mieszko I. São controversos também os fundamentos de uma construção descobertos na Colina do Castelo que, na opinião duma parte dos peritos, pode ser a chamada Cerkiew Wołodara – o testemunho da presença russa nesta povoação no século XII. Outros julgam que isto pode ser uma basílica de três naves da época de Boleslau I. 
Em 1772, durante a primeira divisão da Polónia, Przemyśl e o território do sul da Pequena Polónia foi governado pela Casa de Habsburgo. A segunda metade do século XIX trouxe o desenvolvimento económico; o momento decisivo foi a construção do Caminho-de-ferro Galiciano de Carlos Luís da Áustria que unia Viena, Cracóvia e Lviv. A cidade estendeu-se para os terrenos situados além dos antigos muros urbanos. Tendo em conta a extensão e o significado, até ao fim do reinado austríaco Przemyśl era a terceira cidade na Galícia, depois de Lviv e Cracóvia. 
Durante a Primeira Guerra Mundial, Przemyśl foi assediada duas vezes desempenhando a função da Fortaleza austro-húngara de Przemyśl. Durante a Segunda Guerra Mundial, foi destruído 45 por cento da cidade, sobretudo o bairro judeu e os arredores. 

## Edifícios históricos

### Castelos, palácios e solares
- Castelo de Casimiro III da Polônia
- Palácio Lubomirski
- Palácio dos Bispos Católicos Orientais
- Palácio dos Bispos Católico-romanos
- Solar de Stanisław Orzechowski

### Igrejas e mosteiros
- Igreja de Santa Maria Madalena e o Mosteiro da Ordem dos Franciscanos
- Igreja de Santa Teresa e o Mosteiro da Ordem do Carmo
- Igreja da Santíssima Trindade e Mosteiro da Ordem de São Bento
- Catedral bizantino-ucraniana de São João Baptista
- Igreja Ortodoxa bizantino-ucraniana de Nossa Senhora das Dores e mosteiro da Ordem de São Basílio

### Sinagogas
- Sinagoga Nova
- Sinagoga de Zasanie

### Arquitectura militar
- Fragmentos da muralha
- Fortaleza de Przemyśl
- Casamatas da linha Molotov